# 奈緒ひろき
奈緒 ひろき（なお ひろき、1月8日生）とは元宝塚歌劇団星組娘役の人物である。東京都世田谷区出身。鷗友学園出身。宝塚歌劇団時代の公称身長は160cm。宝塚歌劇団時代の愛称はナオちゃん。

## 来歴・人物
1966年、宝塚音楽学校に入学。
1968年、同校を卒業し、54期生として宝塚歌劇団に入団。花組公演『マイ・アイドル』で初舞台を踏む。入団時の成績は59人中26位。
1969年7月7日、星組配属。当初は男役であったが、のちに娘役に転向。
1977年8月31日付で宝塚歌劇団を退団。最終出演公演の演目は星組・東京公演『風と共に去りぬ』。

## 宝塚歌劇団時代の主な舞台出演
- 『いのちある限り』- 新人公演：八重（本役：衣通月子）『ノバ・ボサ・ノバ』（1971年5月 - 6月、宝塚大劇場）
- 『我が愛は山の彼方に』- 新人公演：ジェリメ（本役：砂夜なつみ）『マイ・ブロードウェイ』（1971年8月 - 9月、宝塚大劇場）
- 『いつの日か逢わん』- 新人公演：花絵（本役：安奈淳）『愛のコンチェルト』（1972年1月、宝塚大劇場）
- 『美しき日本』『さすらいの青春』- 新人公演：ソルベーグ（本役：大原ますみ）（1972年7月、宝塚大劇場）
- 『花かげろう』- 新人公演：陽炎姫（本役：大原ますみ）『ラ・ラ・ファンタシーク』（1973年3月 - 4月、宝塚大劇場）
- 『この恋は雲の涯まで』- 鳳蓮（1973年8月 - 9月、宝塚大劇場）
- 『清く正しく美しく』『虞美人』- 新人公演：虞美人（本役：大原ますみ）（1974年3月 - 4月、宝塚大劇場）
- 『アルジェの男』- サビーヌ（ヒロインのひとり）『ジュジュ』（1974年7月 - 8月、宝塚大劇場）
- 『ブリガドーン』- ジーン（1974年10月 - 11月、宝塚大劇場）
- 『屋根裏の妖精たち』- サラ『マイ・ハイ・スイング』（1975年5月 - 7月、宝塚大劇場）
- ヨーロッパ公演（1975年9月 - 1976年1月）
- 『ベルサイユのばらⅢ』- ソフィア（1976年3月 - 5月、宝塚大劇場）
- 『ベルサイユのばらⅢ』- ジャンヌ（1976年7月 - 8月、東京宝塚劇場）
- 『夕陽のジプシー』- ソフィア（ヒロイン）『ハッピー・トゥモロー』（1976年10月 - 11月、宝塚大劇場）
- 『風と共に去りぬ』- メラニー（1977年5月 - 6月、宝塚大劇場）